# 대구침산초등학교
대구침산초등학교(大邱砧山初等學校)는 대한민국 대한민국 대구광역시 북구 침산동에 있는 공립 초등학교이다. 교목은 은행나무이고 교화는 목련이다.

## 역사
- 1955-03-28 대구침산국민학교 설립인가
- 1955-04-06 대구침산국민학교 개교(달성에서 분리)
- 1972-03-02 특수학급 1학급 설치
- 1985-03-01 특수학급 2학급 설치
- 1987-03-09 병설유치원 개원 (2학급)
- 1996-03-01 대구침산초등학교로 교명 변경
- 2010-02-11 제55회 졸업(총 졸업생수 24,839명)
- 2010-03-01 36학급 편성(특수 2학급)
- 2010-09-01 제23대 이연재 교장 부임
- 2011-02-16 제56회 졸업(총 졸업생수 25,028명)
- 2011-03-01 33학급 편성(특수 2학급)
- 2012-02-17 제57회 졸업(총 졸업생수 25,222명)
- 2012-03-01 25학급 편성(특수 2학급)
- 2012-08-01 학교 개축공사 시작
- 2013-02-14 제58회 졸업식(총 졸업생수 25,413명)
- 2013-03-04 29학급 편성(특수 2학급)
- 2014-02-13 제59회 졸업식(총 졸업생수 25,564명)
- 2014-03-01 29학급 편성(특수 2학급)
- 2014-10-24 학교 증개축 준공식
- 2015-02-13 제60회 졸업식 128명 졸업(총졸업생 25,692명)
- 2015-03-01 29학급 편성(특수2학급)
- 2015-03-01 제24대 박두란 교장 부임
- 2016-02-04 제61회 졸업식 126명 졸업(총 졸업생 25,818명)
- 2017-02-15 제62회 졸업식 126명 졸업(총 졸업생 25,944명)
- 2017-03-01 제25대 조경희 교장 부임
- 2017-03-01 38학급 편성(특수2학급)

## 참고 문헌
- 대구침산초등학교 - 한국교육학술정보원 학교알리미

## 같이 보기
- 대구침산초등학교 축구단
- 대구침산초등학교 여자축구단